# Halicampus boothae
Halicampus boothae är en fiskart som först beskrevs av Gilbert Percy Whitley 1964.  Halicampus boothae ingår i släktet Halicampus och familjen kantnålsfiskar. Inga underarter finns listade i Catalogue of Life.